# Родригес, Нарсисо
Нарсисо Родригес (исп. Narciso Rodriguez; род. 27 января 1961 года) — американский модельер

 кубинского происхождения.

## Юность
Родился в семье кубинских родителей старшим из детей. Его отец, Нарсисо Родригес II, портовый грузчик, и Раведия Мария Родригес, имеют испанское происхождение. Он вырос в Ньюарке, штат Нью-Джерси. Его родители были против того, чтобы Нарсисо связывал свою жизнь с модой. В 1979 году Родригес окончил среднюю школу Святой Сесилии. Он получил образование в новой школе в Нью-Йорке и в Parsons School of Design.

## Карьера
Родригес работал внештатным дизайнером в Нью-Йорке, прежде чем начать работать у дизайнера Anne Klein, а позднее у Кельвина Кляйна. В 1997 году он запустил свой собственный лейбл. Его бренд приобрел известность после того, как Нарсисо создал свадебное платье Кэролин Бессетт для её свадьбы с Джоном Фицджеральдом Кеннеди — младшим.
К 2006 году Родригес, который прекратил свое партнёрство с производителем своего лейбла Aeffe, задолжал своим поставщикам более 1 миллиона долларов и нуждался в пожертвованиях тканей для своей весенней коллекции.
5 мая 2007 года Лиз Клайборн приобрела 50 % акций лейбла Narciso Rodriguez. В 2008 году Нарсисо Родригес выкупил 50 % акций у Клайборн за 12 миллионов долларов.
4 ноября 2008 года Мишель Обама надела платье из весенней коллекции Нарсисо Родригеса 2009 года во время первого появления своего супруга, Барака Обамы на сцене Грант-парка в Чикаго, платье широко обсуждалось в прессе. Родригес был сильным сторонником предвыборной кампании Барака Обамы, в августе 2008 года он обвинил Буша в упадке своего бизнеса. Мишель Обама надевала Narciso Rodríguez для своего последнего появления в State of the Union в качестве первой леди.